# Undă lungă
În radio, undele lungi, undă lungă și abreviat în mod obișnuit cu UL (abreviere în limba engleză LW - Long Wave), , se referă la părți ale spectrului radio cu lungimi de undă mai mari decât ceea ce a fost numit inițial banda de difuzare a undelor medii (UM). Termenul este istoric, datând de la începutul secolului al XX-lea, când spectrul radio era considerat a fi format din benzi radio cu unde lungi (UL), unde medii (UM) și unde scurte (US). Cele mai multe sisteme și dispozitive radio moderne folosesc lungimi de undă care ar fi fost atunci considerate „ultra-scurte” (UUS).

## Istorie
Actualmente termenul de undă lungă nu este definit cu precizie, iar sensul său propus variază. Poate fi utilizat pentru lungimi de undă radio mai mari de 1.000 m, adică frecvențe  de până la 300 kiloherți (kHz),  inclusiv frecvențele joase conform alocării de catre Uniunea Internațională de Telecomunicații (ITU) (LF, 30–300 kHz) și benzi de frecvență foarte joasă (VLF, 3–30 kHz). Uneori, limita superioară este considerată a fi mai mare de 300 kHz, dar nu peste începutul benzii de difuzare a undelor medii la 520 kHz.
În Europa, Africa și mari părți ale Asiei (Regiunea 1 a Uniunii Internaționale de Telecomunicații), unde este utilizată o gamă de frecvențe între 148,5 și 283,5 kHz pentru difuzarea unor semnale cu modulație în amplitudine (abreviere în limba română cu MA, iar în limba engleză cu AM) împreună și cu banda de undă medie, termenul de undă lungă se referă de obicei în special acestei benzi de difuzare, care se încadrează în întregime în banda de frecvență joasă a spectrului radio (30–300 kHz). Membrii clubului „Longwave Club of America” (Statele Unite) sunt interesați de utilizarea „frecvențelor sub banda de difuzare MA”  (adică toate frecvențele sub 520 kHz).

## Propagare
Datorită lungimii de undă mari, undele radio din acest interval de frecvență manifestă fenomenul de difracție peste obstacole, precum lanțurile muntoase, și pot călători dincolo de orizont, urmând conturul Pământului. Acest mod de propagare, numit undă de sol, este modul principal de transmisie în banda de unde lungi.  Atenuarea puterii semnalului proporțional cu distanța, prin absorbția în sol, este mai mică decât la frecvențe mai mari și scade odată cu scăderea frecvenței. Undele de sol de joasă frecvență pot fi recepționate până la 2.000 de kilometri de la antena de transmisie. Undele de frecvență foarte joasă sub 30 kHz pot fi folosite pentru a comunica la distanțe transcontinentale și pot pătrunde în apa sărată la adâncimi de zeci de metri și sunt folosite de armată pentru a comunica cu submarinele scufundate.
Undele de joasă frecvență pot parcurge ocazional distanțe lungi și prin reflectarea din ionosferă (mecanismul real este unul al refracției), deși această metodă, numită propagare prin skywave sau „skip”, nu este la fel de comună ca la frecvențe mai înalte. Reflexia are loc la stratul ionosferic E sau straturile F. Semnalele Skywave pot fi detectate la distanțe care depășesc 300 de kilometri față de antena de transmisie.